# Rio Boco
O Rio Boco é um rio português, que tem a sua nascente na freguesia de Febres na Localidade das Balsas (Cantanhede). Passa por Vagos e Ílhavo, indo desaguar na Ria de Aveiro.
Dá nome à Aldeia do Boco, no município de Vagos.